# 布氏鬚鰨
布氏鬚鰨（学名：Paraplagusia blochii），又名短鈎鬚鰨、牛舌、龍舌、扁魚、皇帝魚，为輻鰭魚綱鰈形目鰨亞目舌鰨科鬚鰨屬下的一个种，為熱帶魚類，分布於印度西太平洋區，從阿曼至印尼、菲律賓半鹹水、海域，棲息深度7-80公尺，體長可達22公分，棲息在底層水域，生活習性不明，可做為食用魚。